# Дитрих III фон Мьорс
Дитрих III фон Мьорс (на немски: Dietrich III von Moers; † сл. 20 юни 1307) е граф на Графство Мьорс.
Той е син на граф Дитрих I (II) фон Моерс († сл. 1260) и съпругата му Елизабет фон Алтена-Изенберг († сл. 1275), дъщеря на Фридрих фон Изенберг († 1226) и София фон Лимбург († 1227).

## Фамилия
Дитрих III се жени пр. 11 август 1292 г. за Маргарета фон Изенбург-Аренфелс († 1302), дъщеря на Герлах I фон Изенбург-Аренфелс († сл. 1303) и съпругата му Елизабет фон Клеве († сл. 1291). Те имат децата:
- Дитрих IV фон Мьорс († 15 февруари 1346), граф на Мьорс, женен пр. 11 януари 1314 г. за Кунигунда фон Фолмещайн († сл. 1339)
- Лиза, омъжена за Дитрих II фон Бройч († сл. 1310)
- Алейд, омъжена за Хайнрих II фон Генеп († 1336)
- Валрам († 1346), провост в Емерих
- Йохан († сл. 1330), каноник в „Св. Апостоли“ в Кьолн
- Фридрих († сл. 1341)
- Валпург (* пр. 1314; † сл. 1344), омъжена за граф Дитрих фон Линден-Алстбург
- София
- Анна
- Хедвиг

Незаконна дъщеря:
- Кунигунда (+ сл. 1314), омъжена за Вернер фон Линеп (+ сл. 1306)